# 布瓦耶岩
布瓦耶岩（英語：Boyer Rocks）是南極洲的岩石，位於葛拉漢地的特里尼蒂半島，處於羅克莫雷爾角西南面6公里，由英國探險隊命名，現時由南極條約體系管理。